# Nootkadrilus grandisetosus
Nootkadrilus grandisetosus är en ringmaskart som beskrevs av Baker 1982. Nootkadrilus grandisetosus ingår i släktet Nootkadrilus och familjen glattmaskar. Inga underarter finns listade i Catalogue of Life.